# Đập Nọa Trát Độ
Đập Nọa Trát Độ (giản thể: 糯扎渡大坝; phồn thể: 糯扎渡大壩; bính âm: Nuòzhādù Dàbà) là một đập kè dòng chính được xây dựng trên sông Lan Thương ở Tư Mao thuộc địa cấp thị Phổ Nhĩ, tỉnh Vân Nam, Trung Quốc. Đập này cao 261,5 mét, tạo ra một hồ chứa nước có dung tích lúc bình thường là 21,749 tỷ mét khối ở độ cao 812 mét so với mực nước biển.
Nhà máy thủy điện ở đây có 9 tổ máy loại 650 MW. Tổng công suất phát điện của nhà máy là 5.850 MW. Nó được bắt đầu xây dựng vào năm 2006 và được hoàn thành năm 2014. Tổ máy đầu tiên của nhà máy điện bắt đầu hoạt động vào tháng 9 năm 2012, tổ máy cuối cùng vào tháng 6 năm 2014. Với công suất 5.850 MW Nọa Trát Độ là nhà máy thủy điện lớn nhất ở Vân Nam và lớn thứ tư ở Trung Quốc. Sản lượng trung bình hàng năm là 23,9 tỷ kWh.